# منوچهر آذری
منوچهر آذری (زادهٔ ۸ تیر ۱۳۲۲) بازیگر و دوبلور ایرانی است. او دانش‌آموختهٔ هنرکدهٔ هنرهای دراماتیک فن بیان هنرپیشگی و کارگردانی است
و فعالیت خود را از رادیو تلویزیون ملی ایران آغاز کرده است. او در تئاتر گروه ملی زیر نظر عباس جوانمرد، بهرام بیضایی و نصرت کریمی آموزش تئاتر و فن بیان دید.

## زندگی
او در سال ۱۳۴۵ از هنرکدهٔ هنرهای دراماتیک فارغ‌التحصیل شد. آذری مدتی نزد مهدی فروغ و پرویز تأییدی آموزش دید. نخستین برنامه او با حسن خیاط باشی در سال ۱۳۵۴ در رادیو بود. همچنین در برنامه شما و رادیو در کنار حمید قنبری، عزت اله مقبلی، مرتضی احمدی، تاجی احمدی و دیگران حضور پیدا کرد. پس از انقلاب او فعالیت‌های خود را ادامه داد و به واسطه برنامه بسیار محبوب صبح جمعه با شما معروفیت و محبوبیت فراوانی به دست آورد. منوچهر آذری به همراه فرهنگ مهرپرور یکی از موفق‌ترین زوج‌های هنری در عرصهٔ کمدی رادیویی را تشکیل می‌دادند. وی مدتی در دوبله نیز به افکت دادن و نیز مردی گویی فعالیت داشته که از آن جمله می‌توان به حضور در دوبله فیلم وصیت نامه دکتر مابوزه (به مدیریت دوبلاژ غلامعلی افشاریه و گویندگی در این فیلم درکنار نصراله مدقالچی، علی عمادی، غلامعلی افشاریه، پرویز ربیعی، جواد پزشکیان، عباس سعیدی و…) اشاره کرد. علاوه بر سریالها و برنامه‌های تلویزیونی که در قسمت پایین اشاره شده، در بسیاری از نمایشهای طنز تلویزیونی همچون پهلوان پنبه، ژاپنی‌ها، استاد پ.پ. پ، جنگ هفته و ۰۰۰ ایفای نقش کرده است.
منوچهر آذری گاهی به دلیل شباهت نام با منوچهر نوذری اشتباه گرفته می‌شود. او همچنین از اقلیت یهودی است و فعالیت‌های فرهنگی فراوانی برای جامعهٔ یهودیان ایران انجام داده است. او چهار فرزند دارد که سه تا از آن‌ها پزشک و یکی مترجم زبان است. او در برنامهٔ دورهمی مورخه ۳ مهر ۱۳۹۵ میهمان مهران مدیری بود. در سال ۱۳۹۷ از وی تجلیل شد و نیز ابوالفضل توکلی مستندی دربارهٔ او به نام «شادخوان» ساخت و از تلویزیون پخش شد.

## فیلم‌شناسی

### سینمایی
- مفت‌بر (۱۴۰۲)
- دیوار (۱۳۸۶)
- زن بدلی (۱۳۸۵)
- مجردها (۱۳۸۳)
- حسرت دیدار (۱۳۷۳)
- یک مرد یک خرس (۱۳۷۱)
- سایه خیال (۱۳۶۹)
- دزد عروسک‌ها (۱۳۶۸)
- عبور از غبار (۱۳۶۸)
- آخرین لحظه (۱۳۶۷)
- شاخه‌های بید (۱۳۶۷)
- در مسیر تندباد (۱۳۶۷)

### مجموعه تلویزیونی
- ۱۴۰۱ جناب عالی (عادل تبریزی)
- ۱۳۸۹ ملکوت (محمدرضا آهنج)
- ۱۳۸۸ آشپزباشی (محمدرضا هنرمند)
- ۱۳۸۸ کلاه قرمزی ۸۸ (ایرج طهمساب)
- ۱۳۸۶ پیامک از دیار باقی (سیروس مقدم)
- ۱۳۸۳ او مثبت (علی شاه حاتمی)
- ۱۳۸۲ ورود ممنوع ممنوع (مهران غفوریان)
- ۱۳۷۵ طنز (محمدحسین سپهری)
- ۱۳۷۴ جدی نگیرید (سعید توکل و صادق عبداللهی)
- ۱۳۷۳ بهاران (رضا صفایی)
- ۱۳۷۳ لبخند سوم (مسعود رشیدی)
- ۱۳۷۱ لبخند نوروزی (سعید توکل)
- ۱۳۶۹ مش خیرالله صندوقچه اسرار (حسین فردرو)
- ۱۳۶۸ هزاران برگ و هزار رنگ (حسین فردرو)
- ۱۳۶۷ جنگ ۶۸ (صادق عبداللهی، محمد اوزی)
- ۱۳۶۳ بورزید و بخندید (مهوش جزایری)
- ۱۳۵۸ هزاردستان (علی حاتمی)
- ۱۳۵۴ شبکه صفر (حسن خیاط باشی)
- ۱۳۵۴ خارج از محدوده (حسن خیاط باشی)
- همه با هم… (۱۳۵۷)[۴]